# Sprogrensning
Sprogrensning eller purisme består i bestræbelserne på at reducere eller eliminere antallet af fremmedord eller låneord i et sprog. Dette sker ved at benytte andre samtidige ord, gennem neologismer, ved at genoplive gamle ord i sproget som er gået af brug, eller ved at hente ord fra nært beslægtede sprog.
Sprogrensning har i Norden særlig været gennemført i Island og Finland, og i mindre grad i Norge, hvor man dog ofte fornorsker stavemåden af fremmedord i stedet, såsom stasjon for "station". På islandsk kalder man mobiltelefon for farsími, fordi far betyder "rejse", og sími betyder "telefon". World wide web – altså "www" – hedder på islandsk veraldarvefurinn med betydning noget i retning af "verdensfloden".
I 1800-tallet var der en puristisk strømning i Danmark, og H.C. Ørsteds fordanskning af "hydrogen" og "oxygen" til "brint" og "ilt" er eksempler på vellykkede afløserord. Især forsøgte man at fjerne ord af latinsk og fransk ophav fra dansk. Tysk blev opfattet som mindre fremmed, og nye orddannelser var ofte en oversættelse af det tyske ord. Sådan fik man ordet "forfatter", oversat fra tysk Verfasser, hvor man før havde sagt Autor; og "digter" af tysk Dichter, hvor man før havde sagt Poet.
Dansk Sprognævn har af og til forsøgt sig med afløserord for fremmedord, som "dækslip" for aquaplaning, men de er sjældent slået an. Da man skulle finde et nyord for "automobil", blev i Norge en sorenskriver Stavang fra Sogn og Fjordane landskendt for at foreslå skjenelaus kjøyregreie (= skinneløs køregrej).

## Sprogrensning efter sprog
- Académie française (Frankrig)
- Accademia della Crusca (Italien)
- Türk Dil Kurumu (Tyrkiet)